# Afnán
Afnán (in arabo ﺍﻓﻨﺎﻥ‎?), è l'appellativo con cui sono indicati nella letteratura della Fede bahai, fondata da Bahá'u'lláh, i discendenti dai fratelli di Khadíjih-Bagum la moglie del Báb, che lo assunsero come soprannome.
Khadíjih-Bagum aveva due fratelli, Hajjí Mírzá Abu'l-Qasim e Hajjí Mírzá Siyyid Hasan.
I discendenti di questi fratelli, che erano cognati del Báb, sono conosciuti come Afnán.
Alla fine del XIX secolo la loro famiglia si diede al commercio su larga scala, con base a  Shiraz e a Yazd in Iran; e con succursali a Beirut, Bombay, Hong Kong e Ashgabat.
Essi contribuirono a far pubblicare i primi testi della letteratura bahai a Bombay .